# Агис II
Агис II (др.-греч. Ἆγις, ионич. Эгий, Ἦγις) — царь Спарты из рода Еврипонтидов, правивший в 427—399 годах до н. э., сын царя Архидама II. Заключил Никиев мир с Афинами в 421 году до н. э., разбил аргивян и их союзников в битве при Мантинее в 418 году до н. э. Когда начался второй этап Пелопоннесской войны, Агис занял Декелею в Аттике (413 год до н. э.) и оттуда действовал против Афин. Совместно с другим царём, Павсанием, осаждал город на финальном этапе войны (405 год до н. э.), позже руководил походом в Элиду. Умер от болезни. Его единственный сын Леотихид считался фактическим сыном Алкивиада; перед смертью Агис признал его законнорожденным, но престол всё же перешёл к брату покойного, Агесилаю. 

## Биография
Агис II принадлежал к династии Еврипонтидов — одному из двух царских домов Спарты, возводивших свою генеалогию к мифологическому герою Гераклу. Он был сыном царя Архидама II и его первой супруги Лампито; вторая жена, Эвполия, родила Архидаму сына Агесилая и дочь Киниску. После смерти отца в 427 или 426 году до н. э. Агис занял престол.
В это время в Греции шла Пелопоннесская война: Спарта во главе Пелопоннесского союза вела боевые действия против Афин и их союзников. С 426 года до н. э. Агис командовал походами в Аттику. Первый его поход был остановлен на Истме из-за сильного землетрясения, которое спартанцы сочли неблагоприятным предзнаменованием. В 425 году до н. э. царь дошёл до Аттики и начал опустошать поля, но спустя всего 15 дней увёл армию домой. Причиной тому стали известия о высадке афинского войска в Мессении, у Пилоса, а также холодная погода и слишком раннее время года (хлеб ещё не созрел, а потому спартанцы начали страдать от голода). 
В 418 году одержал победу в битве при Мантинее над союзом пелопоннесских городов (Аргос, Мантинея, Элея), выступившими против Спарты и поддержанными Афинами. В 413 году до н. э. занял Декелею (в Аттике). В 405—404 годах до н. э. участвовал в осаде Афин.
Агис II умер в 402 или 401 году до н. э. Новым царём Спарты из рода Еврипонтидов стал его младший единокровный брат Агесилай II.